# کومبیانو (بازیکن فوتبال)
کومبیانو (به پرتغالی: Marinaldo Cícero da Silva) هافبک، مهاجم اهل برزیل است که در شهر Palmares و در تاریخ ۲۱ سپتامبر ۱۹۸۶ به دنیا آمده‌است.
کومبیانو در تیم‌های فوتبال سائوپائولو سابقهٔ حضور دارد.